# Едді Джонс (баскетболіст)
Едді Чарльз Джонс (англ. Eddie Charles Jones; нар. 20 жовтня 1971, Помпано-Біч, Флорида, США) — американський професіональний баскетболіст, що грав на позиціях легкого форварда і атакувального захисника за низку команд НБА. Гравець національної збірної США.

## Ігрова кар'єра

### Університет Темпл
На університетському рівні грав за команду Темпл (1991—1994). 1994 року став Найкращим гравцем року конференції Atlantic 10.

### «Лос-Анджелес Лейкерс»
1994 року був обраний у першому раунді драфту НБА під загальним 10-м номером командою «Лос-Анджелес Лейкерс». На той момент задня лінія Лейкерс була перевенажена талантами і команда більше потребувала гравця у передню лінію. Проте генеральний менеджер команди Джеррі Вест пояснив свій вибір тим, що «їм був потрібний найкращий атлет з доступних, а Едді був занадто добрим, щоб його не вибрати».
У свій дебютний сезон Джонс набирав 14 очок та 2 перехоплення за гру, зіграв у 64 матчах, 58 з яких починав у старті. Він лідирував у лізі за співвідношенням перехоплень і втрат (1,75), зайняв четверте місце у голосуванні за Новачка року та був включений до першої збірної новачків. Також взяв участь у зірковому вікенді, зігравши у матчі новачків та ставши Найкориснішим гравцем цього матчу. Разом з Ніком Ван Екселем та Седріком Себальйосом став незамінною частиною механізму «Лейкерс». У плей-оф команда вибила у першому раунді «Сіетл Суперсонікс», а у другому зустрілася з першою сіяною командою «Сан-Антоніо Сперс» на чолі з MVP ліги Девідом Робінсоном. Молоді «Лейкерс» змусили занервувати фаворитів, довівши серію до шести матчів, але все-таки програли її.
В наступному сезоні зіграв 70 матчів, 66 з яких були зі стартових хвилин. Набирав в середньому 12,8 очок за гру. Команда знову досягла плей-оф, проте в першому раунді зустрілася із чинним чемпіоном «Х'юстон Рокетс». «Рокетс» перемогли у серії з чотирьох матчів.
Перед сезоном 1996—1997 «Лейкерс» підписали зірку Шакіла О'Ніла та обміняли Владе Діваца до «Шарлотт Горнетс» на перспективного Кобі Браянта. У такому підсиленому складі Джонс зіграв зі старту всі 80 матчів регулярного сезону та був другим в команді за результативністю, набираючи 17,2 очок і четвертим у лізі за перехопленнями (2,4 за гру). Взимку 1997 року вперше був включений на Матч всіх зірок. У плей-оф команда пройшла перший раунд, обігравши «Портленд Трейл-Блейзерс», проте поступилася в наступному «Юта Джаз».
У сезоні 1997—1998 його середня результативність склала 16,9 очок при двох перехопленнях за гру. Взимку знову був включений до складу збірної зірок заходу для участі у Матчі всіх зірок. «Лейкерс» виграли 61 матч у сезоні та з легкістю пробилися до плей-оф. У перших двох раундах були обіграні «Портленд» та «Сіетл», а у фіналі Західної конференції «Лейкерс» нічого не змогли протиставити «Юта Джаз». За підсумками сезону був включений до другої збірної всіх зірок захисту.

### Шарлотт Горнетс
Сезон 1998—1999 був скорочений до 50 матчів через локаут НБА. Джонс зіграв перші 20 матчів, після чого, 10 березня 1999 року, разом з Елденом Кемпбеллом був обміняний до «Шарлотт Горнетс» на Глена Райса, Джей Ар Ріда та Бі Джей Армстронга. Решту 30 матчів сезону починав у старті нової команди, проте не зміг їй допомогти пробитися до плей-оф.
Другий сезон у складі «Горнетс» був для нього найкращим у кар'єрі за статистичними показниками. Він набирав 20,1 очко за гру, був першим у лізі за кількістю перехоплень (192) та перехоплень за гру (2,7). Також був обраний як стартовий захисник у команді Сходу на Матчі всіх зірок. «Горнетс» виграли 49 матчів та пробилися до плей-оф, програвши у першому раунді «Філадельфія Севенті-Сіксерс» з Алленом Айверсоном на чолі. За підсумками сезону був включений до Третьої збірної всіх зірок НБА та другої збірної всіх зірок захисту.

### «Маямі Гіт»
2000 року разом з Ентоні Мейсоном перейшов до «Маямі Гіт» в обмін на Джамала Мешберна та Пі Джей Брауна. У Пета Райлі, головного тренера «Маямі», були амбітні плани з будівництва конкурентноздатної команди навколо Джонса та зірки «Гіт» Алонзо Морнінга. Проте перед початком сезону 2000—2001 у Морнінга виявили рідкісну хворобу, через яку він пропустив майже весь сезон. Вся відповідальність в атаці лягла тільки на Джонса. Він набирав 17,4 очка за гру та допоміг команді вийти до плей-оф. Проте «Гіт», вже з Морнінгом у складі вилетіли в першому раунді від «Горнетс».
Морнінг повернувся наступного сезону вже здоровим, а сам Джонс знову став найрезультативнішим гравцем команди із 18,3 очками за гру. Проте вони не змогли допомогти команді дійти до плей-оф.
У наступному сезоні через травми зіграв лише у 47 матчах.
Перед сезоном 2003—2004 з «Маямі» пішов Морнінг, а прийшли Двейн Вейд, Ламар Одом та Керон Батлер. Під час сезону, Джонс залишився лідером на майданчику, будучи найрезультативнішим гравцем команди із 17,3 очками за гру. Команда дійшла до плей-оф, де в першому раунді в семи матчах обіграла Нью-Орлінс Горнетс, але поступилася «Індіана Пейсерз» в наступному.
Наступного сезону клуб обміняв Одома, Батлера та Браяна Гранта на Шакіла О'Ніла. Джонс починав сезон на позиції атакуючого захисника, але згодом був переведений на позицію легкого форварда, а Вейд зайняв місце атакуючого захисника. Така ротація призвела до розквіту Вейда та зниження результативності Джонса, який набирав в середньому 12,7 очок за гру. У плей-оф команда легко обіграла спочатку «Нью-Джерсі Нетс», а потім «Вашингтон Візардс», проте у фіналі конференції сильнішими були «Дейтрот Пістонс», які виграли у складній серії з семи матчів.

### «Мемфіс Ґріззліс» та повернення до Маямі
2005 року перейшов до складу команди «Мемфіс Ґріззліс» в рамках трансферу, який задіяв 5 команд та 13 гравців. У першому сезоні за нову команду набирав 11,8 очок та допоміг їй пробитися до плей-оф. Там, щоправда, «Ґріззліс» всуху були обіграні «Даллас Маверікс».
30 січня 2007 року «Мемфіс» відмовився від його послуг. 1 лютого 2007 року підписав мінімальний контракт з «Маямі Гіт», замінивши Вейда, який травмувався. Маямі були чинними чемпіонами, однак пробившись до плей-оф, програли всуху «Чикаго Буллз» у першому раунді.

### «Даллас Маверікс» та завершення кар'єри
Останньою ж командою в кар'єрі гравця стала «Даллас Маверікс», до складу якої він приєднався 3 серпня 2007 року і за яку відіграв один сезон. 10 жовтня 2008 року був обміняний до «Індіана Пейсерз», однак 16 жовтня клуб відмовився від його послуг, щоб полегшити зарплатну відомість. Після цього Джонс закінчив ігрову кар'єру.

## Статистика виступів в НБА

### Регулярний сезон
| Сезон              | Команда                | GP  | GS  | MPG  | FG%  | 3P%  | FT%  | RPG | APG | SPG | BPG | PPG  |
| ------------------ | ---------------------- | --- | --- | ---- | ---- | ---- | ---- | --- | --- | --- | --- | ---- |
| 1994–1995          | «Лос-Анджелес Лейкерс» | 64  | 58  | 31.0 | .460 | .370 | .722 | 3.9 | 2.0 | 2.0 | .6  | 14.0 |
| 1995–1996          | «Лос-Анджелес Лейкерс» | 70  | 66  | 31.2 | .492 | .366 | .739 | 3.3 | 3.5 | 1.8 | .6  | 12.8 |
| 1996–1997          | «Лос-Анджелес Лейкерс» | 80  | 80  | 37.5 | .438 | .391 | .819 | 4.1 | 3.4 | 2.4 | .6  | 17.2 |
| 1997–1998          | «Лос-Анджелес Лейкерс» | 80  | 80  | 36.4 | .484 | .389 | .765 | 3.8 | 3.1 | 2.0 | .7  | 16.9 |
| 1998–1999          | «Лос-Анджелес Лейкерс» | 20  | 20  | 36.2 | .423 | .313 | .738 | 3.8 | 3.1 | 1.8 | 1.2 | 13.6 |
| 1998–1999          | «Шарлотт Горнетс»      | 30  | 30  | 38.6 | .446 | .359 | .801 | 3.9 | 4.2 | 3.0 | 1.1 | 17.0 |
| 1999–2000          | «Шарлотт Горнетс»      | 72  | 72  | 39.0 | .427 | .375 | .864 | 4.8 | 4.2 | 2.7 | .7  | 20.1 |
| 2000–2001          | «Маямі Гіт»            | 63  | 58  | 36.2 | .445 | .378 | .844 | 4.6 | 2.7 | 1.7 | .9  | 17.4 |
| 2001–2002          | «Маямі Гіт»            | 81  | 81  | 39.0 | .432 | .390 | .837 | 4.7 | 3.2 | 1.4 | 1.0 | 18.3 |
| 2002–2003          | «Маямі Гіт»            | 47  | 47  | 38.1 | .423 | .407 | .822 | 4.8 | 3.7 | 1.4 | .7  | 18.5 |
| 2003–2004          | «Маямі Гіт»            | 81  | 81  | 37.0 | .409 | .370 | .835 | 3.8 | 3.2 | 1.1 | .4  | 17.3 |
| 2004–2005          | «Маямі Гіт»            | 80  | 80  | 35.5 | .428 | .372 | .806 | 5.1 | 2.7 | 1.1 | .5  | 12.7 |
| 2005–2006          | «Мемфіс Ґріззліс»      | 75  | 75  | 32.5 | .404 | .356 | .781 | 3.7 | 2.4 | 1.7 | .4  | 11.8 |
| 2006–2007          | «Мемфіс Ґріззліс»      | 29  | 14  | 19.3 | .377 | .297 | .735 | 2.1 | 1.1 | .8  | .1  | 5.6  |
| 2006–2007          | «Маямі Гіт»            | 35  | 27  | 29.5 | .446 | .378 | .829 | 3.7 | 2.2 | 1.3 | .2  | 9.5  |
| 2007–2008          | «Даллас Маверікс»      | 47  | 33  | 19.6 | .367 | .293 | .714 | 2.8 | 1.5 | .6  | .2  | 3.7  |
| Усього за кар'єру  |                        | 954 | 902 | 34.4 | .437 | .373 | .809 | 4.0 | 2.9 | 1.7 | .6  | 14.8 |
| В іграх усіх зірок |                        | 3   | 1   | 21.0 | .467 | .182 | .556 | 5.3 | 1.7 | 1.3 | .7  | 11.7 |

### Плей-оф
| Сезон             | Команда                | GP | GS | MPG  | FG%  | 3P%  | FT%   | RPG | APG | SPG | BPG | PPG  |
| ----------------- | ---------------------- | -- | -- | ---- | ---- | ---- | ----- | --- | --- | --- | --- | ---- |
| 1994–1995         | «Лос-Анджелес Лейкерс» | 10 | 0  | 28.6 | .375 | .444 | .714  | 3.2 | 2.0 | .8  | .9  | 8.7  |
| 1995–1996         | «Лос-Анджелес Лейкерс» | 4  | 4  | 38.8 | .551 | .526 | .625  | 5.3 | 1.5 | 2.0 | .3  | 17.3 |
| 1996–1997         | «Лос-Анджелес Лейкерс» | 9  | 9  | 31.4 | .458 | .375 | .743  | 3.4 | 3.2 | 1.0 | .4  | 11.2 |
| 1997–1998         | «Лос-Анджелес Лейкерс» | 13 | 13 | 36.6 | .466 | .417 | .829  | 3.9 | 2.5 | 2.0 | 1.6 | 17.0 |
| 1999–2000         | «Шарлотт Горнетс»      | 4  | 4  | 42.8 | .379 | .346 | .938  | 5.0 | 4.8 | 2.5 | .8  | 17.0 |
| 2000–2001         | «Маямі Гіт»            | 3  | 3  | 36.0 | .500 | .438 | .857  | 6.0 | 2.3 | 1.0 | .3  | 19.0 |
| 2003–2004         | «Маямі Гіт»            | 13 | 13 | 36.8 | .366 | .299 | .800  | 3.6 | 2.2 | 1.4 | .8  | 13.2 |
| 2004–2005         | «Маямі Гіт»            | 15 | 15 | 40.1 | .455 | .400 | .738  | 5.8 | 2.6 | 1.2 | .6  | 13.7 |
| 2005–2006         | «Мемфіс Ґріззліс»      | 4  | 3  | 29.8 | .483 | .429 | .667  | 2.8 | 2.5 | .8  | .3  | 10.3 |
| 2006–2007         | «Маямі Гіт»            | 3  | 2  | 22.0 | .222 | .167 | .833  | 2.0 | 1.7 | .3  | .3  | 3.3  |
| 2007–2008         | «Даллас Маверікс»      | 3  | 0  | 7.3  | .333 | .250 | 1.000 | 1.0 | .3  | .3  | .0  | 2.0  |
| Усього за кар'єру |                        | 81 | 66 | 34.1 | .433 | .383 | .783  | 4.0 | 2.4 | 1.3 | .8  | 12.8 |

## Цікаві факти
Коли грав за «Лейкерс», знявся у комічній рекламі Taco Bell разом з товаришами по команді Шакілом О'Нілом та Майклом Фінлі.
Був на обкладинці відеогри «NBA ShootOut '97». Знявся в епізодичній ролі в сит-комедії «У будинку» (In the House).
2014 року репер 360 випустив альбом і назвав одну з пісень на честь Джонса.